# Llac Union (Michigan)
El llac Union (anglès: Union Lake) és un llac de 188,18 hectàrees (465 acres) per a tots els esports situat al municipi de Commerce del comtat d'Oakland, a l'estat de Michigan dels Estats Units. És el desè més gran i el tercer més profund llac del comtat d'Oakland.
El llac és considerat com un dels principals llacs de pesca de sander de l'estat. El llac té un llançador públic.